# تشوملو (سقز)
قرية تشوملو (بالكردية: چۆمەڵوو) هي إحدى القرى التابعة لـكولتبه في ريف قسم زيويه من مقاطعة سقز، في محافظة كردستان الإيرانية.

## السكان
حسب إحصاءات سنة 2006، بلغ إجمالي السكان في تشوملو 479 نسمة وعدد المساكن 90 مسكن. لغة سكان تشوملو هي اللغة الكردية و هم من أهل السنة والجماعة والمذهب الشافعي.